# Let's Go!!! (DEPAPEPEのアルバム)
『Let's Go!!!』（レッツ・ゴー・ゴー・ゴー）は、日本のアコースティックギターデュオDEPAPEPEの1枚目のオリジナル・フルアルバム。2005年5月18日発売。発売元はSME Records。

## 解説
- インディーズを含めても初となるフルアルバム
- オリコンチャートでは初登場7位を記録。インストゥルメンタルのアーティストのデビュー作品が初登場10位以内にランクインするのは、オリコン史上初である。

## 収録曲
1. Hi-D!!!(2:24)  
インディーズ盤「ACOUSTIC FRIENDS」に収録されていた曲「Hi-D!!」のリメイク版。パーカッションなどが新たに追加されている。
関西テレビ「2時ワクッ!」エンディングテーマ曲
JFN「名言3・6・5」オープニング曲。
テレビ岩手「日テレNEWS24」ジャンクションOP（2010年7月5日 - 2018年11月30日）
2. START(4:59) 
千葉ロッテマリーンズ（ZOZOマリンスタジアム)　ビジターチームスターティングメンバー発表BGM
3. Wake Up!(3:21) 
インディーズ盤「ACOUSTIC FRIENDS」に収録された曲「La tanta」が、とあるラジオ局の朝の番組に使われていたことから、もっと朝らしい曲を作ろうということで作られた。
4. MTMM(1:56) 
イントロ部分は以前から存在し、それにコード進行を加えて作った曲。
実はスペースシャワーTV限定のPVが存在する。
5. バタフライ(3:18)
6. 風見鶏(4:34)
ニッポン放送「小倉淳の早起きGoodDay!」「栗村智 あなたと朝イチバン」天気予報BGM。前者では毎日5:30の天気で使用されていた。後者は天候不順の際に使用されることが多い。
7. 時計じかけのカーニバル(3:27)
パリのストリートミュージシャンが地下道で演奏しているCDを偶然聴き、そこからインスピレーションを受けて作った楽曲。
8. 雨上がり(4:08)
9. Wedding Bell(4:48)
知人の結婚式のために作られた曲だったが、結婚式には間に合わなかったらしい。
10. Over the Sea(3:35)
11. いい日だったね。(3:25) 
このアルバム内では一番新しい曲で、アルバムのレコーディング中に作曲された。
ニッポン放送「小倉淳の早起きGoodDay!」4時台スポーツニュースBGM、HTB（北海道テレビ放送）「イチオシ！！」6時台の天気予報のテーマ曲、文化放送超!A&G+「豊崎愛生のおかえりらじお」エンディングテーマ曲。2005年5月から2008年3月までCS放送の日テレNEWS24（旧・NNN24）にて平日（祝日含む）のみ放送されていた「デイリープラネット60」のエンディングテーマ曲でもあった。
12. FLOW(3:50)
2人がストリートライブで一番よく演奏した曲。

全曲作曲：DEPAPEPE